# 温春镇
温春镇，是中华人民共和国黑龙江省牡丹江市西安区下辖的一个行政建制镇。位于市境西南部，南与宁安县为邻，西北与海林市相连。图佳线铁路贯穿南北，设有温春站。镇政府驻地距市区22公里。 
温春，是由满语“兴厄哩温车恨”简略切音而成，意为“耗子尾巴山”。1937年由附近的傅家沟、上胡什哈、中胡什哈、下胡什哈、关家屯、伊家屯合并而成一小镇，隶属宁安县管辖。1945年“九三”抗日战争胜利后，为宁安县第二区，1955年4月改为温春区。1956年5月，撤区划乡，设置温春乡。1958年10月，划归牡丹江市管辖。1960年8月，并入市区西安人民公社，改为温春分社。1962年1月，恢复温春公社。1984年4月，改为温春乡。1985年5月，撤乡设镇，改为温春镇。
温春镇是牡丹江市的远郊区，全镇总面积196.5平方公里。位于镇境南部的牡丹江水泥厂，是国家重点水泥生产厂之一，还有国营建设水泥厂等。镇办工业有农机修理厂、水泥厂、砖厂等，1992年乡镇企业总产值6236万元。耕地面积6.12万亩，为市郊粮豆薯主要产区。全镇共辖3个街道和温春、春胜、共荣、敖东、黑山、下崴子、新立、三家、烧锅、万家、楼房、东和等12个村。1992年末全镇总人口3.34万人，其中非农业人口1.63万人；满、朝鲜等少数民族人口约占7%。镇政府驻于镇内。
2007年8月24日，黑龙江省民政厅（黑民区[2007]106号）批复：经省政府批准，牡丹江市撤销西安区所辖的沿江乡，将其行政区域并入温春镇。彼时温春镇人民政府仍驻温春村。2013年7月，镇政府迁至桥头村。

## 行政区划
温春镇下辖以下地区：
道北社区、道南社区、温春村、共荣村、敖东村、黑山村、新立村、烧锅村、东和村、楼房村、南江村、立新村、共民村、西苑村、大莫村、小莫村、海浪村、卡路村、新安村、富民村、双龙村、桥头村、农校社区、农研社区、农机校社区、温春二中社区、果树场社区、畜牧场社区和林场社区。